# Alectoris chukar

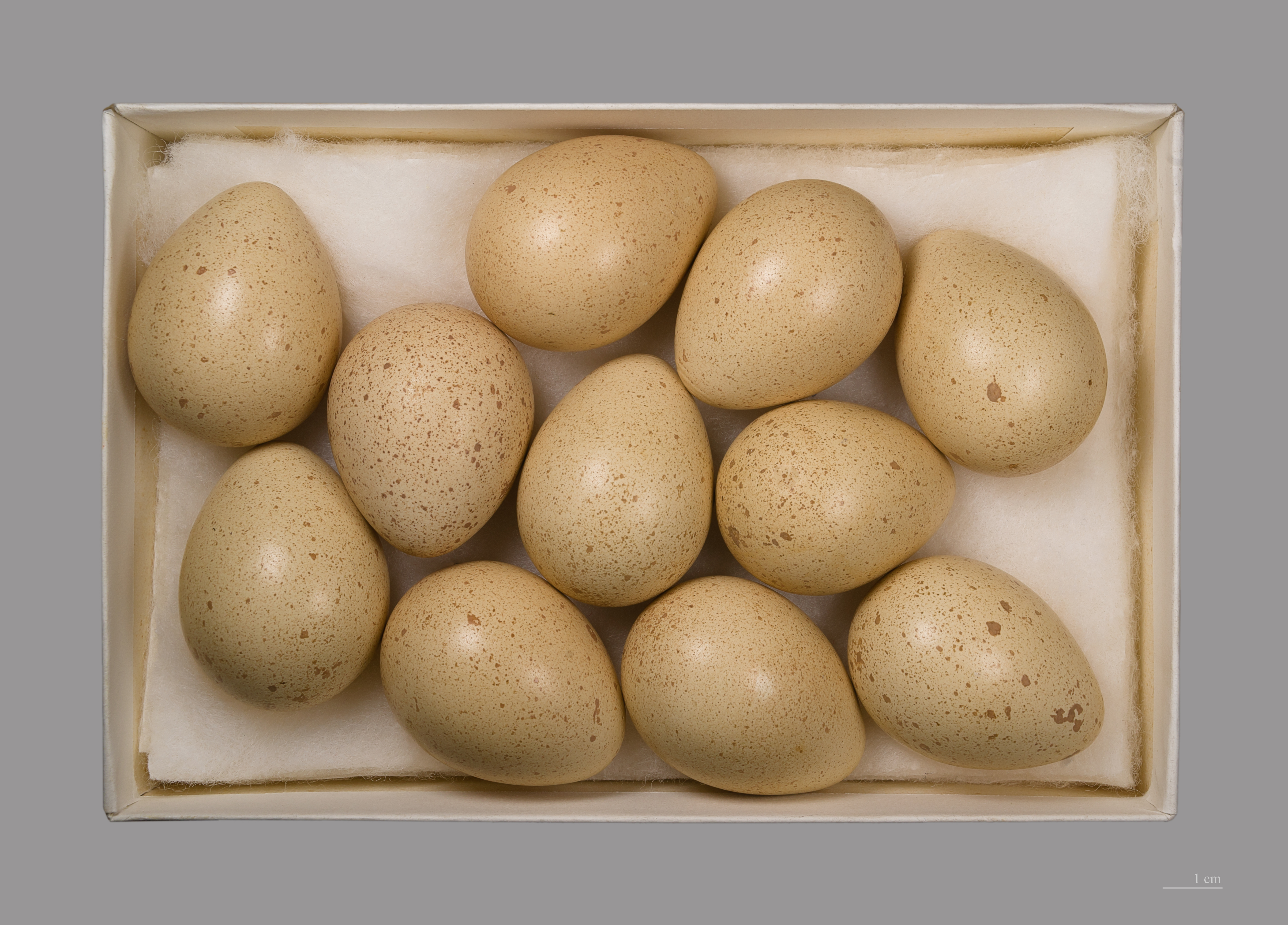
Huevos de Alectoris chukar falki

La perdiz chucar  (Alectoris chukar) es una especie de ave galliforme de la familia Phasianidae que habita desde el Mediterráneo oriental hasta Asia central y China.
Es el ave nacional de Pakistán y su nombre deriva de "chakhoor" en urdu.
Introducida o naturalizada, se halla también en Hawái, en Canadá, en Estados Unidos, en la isla Robben y en Nueva Zelanda; también en Australia, aunque tal vez se haya extinguido allí.

## Historia natural
Camuflada gracias a sus colores suaves, esta tímida perdiz habita en laderas yermas de montañas, pendientes cubiertas de hierba y valles áridos. Su nombre proviene de su reclamo. En invierno, forma grupos de entre cinco hasta cuarenta individuos, comiendo semillas, brotes e insectos.

## Subespecies
Se reconocen catorce subespecies de Alectoris chukar:
- Alectoris chukar cypriotes - Sureste de Bulgaria al sur de Siria, Creta, Rodas y Chipre
- Alectoris chukar sinaica - Norte del desierto sirio hasta la península del Sinaí
- Alectoris chukar kurdestanica - Cáucaso a Irán
- Alectoris chukar werae - Este de Irak y suroeste de Irán
- Alectoris chukar koroviakovi - Este de Irán a Pakistán
- Alectoris chukar subpallida - Tayikistán  (montes Kyzl Kum y Kara Kum)
- Alectoris chukar falki - Centro-norte de Afganistán a Pamir y oeste China (Xinjiang oriental)
- Alectoris chukar dzungarica - Noroeste de Mongolia a Altái y este de Tíbet
- Alectoris chukar pallescens - Noreste de Afganistán  a Ladakh y oeste de Tíbet
- Alectoris chukar pallida - Noroeste de China (Tarim al oeste de Xinjiang)
- Alectoris chukar fallax - Noroeste de China (este y sur de Tien Shan en Xinjiang)
- Alectoris chukar chukar - Este de Afganistán al este de Nepal
- Alectoris chukar pubescens - Mongolia Interior al noroeste de Sichuan y este de Qinghai
- Alectoris chukar potanini - Oeste de Mongolia